# Antonina Pustovit
Antonina Pustovit (ucraïnès: Антоніна Миколаївна Пустовіт)  (Raion de Kirovohrad, 16 d'octubre de 1955) és una remadora ucraïnesa, ja retirada, que va competir sota bandera de la Unió Soviètica durant la dècada de 1970.
El 1980 va prendre part en els Jocs Olímpics d'Estiu de Moscou, on guanyà la medalla de plata en la competició del quàdruple scull amb timoner del programa de rem. Formà equip amb Yelena Matievskaya, Olga Vasilchenko, Nadezhda Lyubimova i Nina Txeremíssina.